# 全富一 (1924年生)
全 富一（チョン・ブイル、朝鮮語: 전부일、1924年1月16日 - 2004年6月17日）は大韓民国の軍人、国会議員。陸軍士官学校、陸軍大学、国民大学、国防大学院卒。

## 経歴
1924年1月、全羅南道光州（現・光州広域市）に全邦殷の三男として生まれる。1944年4月1日、徴兵第1期生として日本軍に入隊し、満州の部隊に配属される。終戦時は見習士官。
1946年2月、南朝鮮国防警備隊に入隊し、編成中の第4連隊（中隊長：金洪俊）に金在命、任忠植らとともに幹部候補要員として配属、同年12月に警備士官学校第2期卒業、任参尉（軍番10236番）。1949年、第2連隊大隊長。
開戦後の1950年7月1日、堤川への撤収作戦中の第8師団（長：李成佳）に軍需参謀（少領）として急遽登用され、指揮物資の確保に尽力。1951年5月30日、第21連隊長（大領）として金華山の戦闘を指揮。1952年、第51連隊長。
休戦後は第2軍軍需処長、第50師団長。1959年より国民大学校政治学科と国防大学院への入学を経て、第27師団長、第5管区(大邱)司令官を歴任。1966年、第1軍団長在任中に中将に昇進し、第2訓練所長、国防部管理次官補を最後に中将で予備役編入した。
以降は政界入りし、1970年8月、初代兵務庁長に就任。1973年、在郷軍人会事務総長。1976年より統一主体国民会議、維新政友会所属で国会議員を二期務めた。
1981年、議員を退き、公営企業の永南化学社長。

## 年譜
- 1944年4月1日：徴兵第1期生、終戦時見習士官。
- 1946年
  - 2月：南朝鮮国防警備隊第4連隊（中隊長：金洪俊）入隊
  - 9月25日：警備士官学校第2期入学
  - 12月14日：警備士官学校卒業、任参尉（軍番10236番）。
- 1949年：第2連隊大隊長
- 1950年7月1日：第8師団軍需参謀（少領）[4]
- 1951年5月30日：第21連隊長（大領）[5][2][6]。
- 1952年：第51連隊長[2]。
- 1955年：第2軍軍需処長
- 1958年：第50師団長
- 1959年：国民大学校政治学科卒業
- 1960年7月：国防大学院修了、第27師団長
- 1962年3月：第2軍副司令官[7]
- 1964年5月20日：第5管区(大邱)司令官[8]
- 1965年4月23日：陸軍本部作戦参謀副長[9]
- 1966年
  - 3月：第1軍団長[7]
  - 11月：中将[7]
- 1967年9月：第2訓練所長
- 1968年2月：国防部管理次官補
- 1970年8月20日：予備役編入、兵務庁長、在郷軍人会諮問委員[7]
- 1974年：在郷軍人会事務総長[7]
- 1976年2月：第9代国会議員（統一主体国民会議、維新政友会2期）
  - 3月：国会建設委員会委員
  - 8月：国会予算決算委員会委員
  - 6月：国会予算決算委員会委員
  - 7月：国会中東及び欧州各国視察団員[7]
- 1978年12月12日：第10代国会議員（統一主体国民会議、維新政友会3期）
- 1979年：維新政友会院内副総務[7]
- 1981年：永南化学社長

## 栄典
- 二等報国勲章：1967年10月[7]
- 勤務功労勲章：1974年[7]
- 忠武武功勲章：1974年[7]
- 乙支武功勲章：1974年[7]
- 花郎武功勲章：1974年[7]
- ブロンズスター勲章：1974年[7]